# Marián Kacíř
Marián Kacíř (* 29. September 1974 in Hodonín, Tschechoslowakei) ist ein ehemaliger tschechischer Eishockeyspieler, der mit Tschechien bei der Weltmeisterschaft 1998 die Bronzemedaille gewann.

## Karriere
Marián Kacíř begann seine Karriere als Eishockeyspieler in der Jugend des HC Hodonín. 1992 wurde er beim CHL Import Draft von den Owen Sound Platers als 35. Spieler ausgewählt. Für das Team aus dem Grey County spielte er zwei Jahre in der Ontario Hockey League. Im NHL Entry Draft 1993 wurde in der vierten Runde als insgesamt 81. Spieler von Tampa Bay Lightning aus der National Hockey League ausgewählt, für die er aber nie auflief. Stattdessen spielte er für die Chicago Wolves in der International Hockey League und deren Farmteam, die Charlotte Checkers aus der ECHL. Anfang 1995 wechselte er zu den Nashville Knights aus der ECHL und  1996 ligaintern zu den Wheeling Nailers.
Zum Jahreswechsel 1997 kehrte er nach Tschechien zurück und spielte bis 1999 für den HC Oceláři Třinec, den HC Slavia Prag und den HC Chemopetrol Litvínov in der tschechischen Extraliga. Anschließend wechselte er für ein Jahr zu den Moskitos Essen in die Deutsche Eishockey Liga. Nach mehreren kurzfristigen Engagements in Finnland und Schweden kehrte er 2002 nach Tschechien in die Extraliga zurück. 2005 wechselte er nach Polen zu Podhale Nowy Targ, mit dem er 2007 polnischer Meister wurde. Er selbst wurde Topscorer und bester Vorbereiter der Saison 2006/07 der Ekstraliga. 2009 wurde er von Naprzód Janów verpflichtet. Nach einem kurzen Abstecher nach Italien (HC Meran) ließ er seine Karriere unterklassig in Österreich und Tschechien ausklingen.

### International
Mit der tschechoslowakischen U18-Auswahl spielte Kacíř bei der Europameisterschaft 1992 und gewann dort den Titel. Für die tschechische A-Nationalmannschaft nahm er an der Weltmeisterschaft 1998 teil, bei der er mit seiner Mannschaft die Bronzemedaille gewann.

## Erfolge und Auszeichnungen
- 1992 Goldmedaille bei der U18-Europameisterschaft
- 1998 Bronzemedaille bei der Weltmeisterschaft
- 2007 Polnischer Meister mit Podhale Nowy Targ
- 2007 Topscorer und bester Vorbereiter der Ekstraliga